# Kasangulu
Kasangulu este un oraș în  provincia Bas-Congo, Republica Democrată Congo. În 2012 avea o populație de 32 035 de locuitori, iar în 2004 avea 26 223.